# Les Terrasses (film)
Pour les articles homonymes, voir Terrasse.
Pour plus de détails, voir Fiche technique et Distribution.
Les Terrasses (en arabe: ﺍﻟﺳﻃﻭﺡ), est un film dramatique franco-algérien réalisé par Merzak Allouache et sorti en 2013.

## Synopsis
Cinq terrasses à Alger. Cinq moments de la journée rythmés par les cinq appels quotidiens à la prière musulmane. Cinq quartiers de la capitale : Bab-el-Oued, La Casbah, Notre-Dame d'Afrique, Telemly, Belcourt. 
Sur une des terrasses, une chanteuse attend ses amis pour une répétition. Elle est contrariée par la présence d'une jeune femme qui, de la terrasse voisine, ne cesse de l'observer. Sur une autre terrasse, une vieille dame gronde un jeune homme inoccupé qui revient à la maison après trois jours de vagabondage. Sa mère est atteinte d'une profonde dépression. Dans une maison en cours de réfection, sous les ordres d'un "boss", deux hommes torturent un autre, coupable de ne pas vouloir signer un papier. Plus loin, un vieil homme atteint de démence et ayant vécu les événements de la Guerre d'Algérie, est enfermé et enchaîné dans un chenil. Autre terrasse : un ivrogne occupe un local qu'il prête à un cheikh exorciseur...

## Fiche technique
- Titre français : Les Terrasses
- Titre original : Es-stouh
- Réalisation et scénario : Merzak Allouache
- Photographie : Frédéric Derrien
- Son : Philippe Bouchez, Xavier Thibault, Julien Perez
- Montage : Sylvie Gadmer
- Musique : Abdelaziz El Ksouri, Mohammed Ghouli, Djamil Ghouli, Fathi Nadjem
- Production : Merzak Allouache, Marianne Dumoulin, Jacques Bidou
- Soc. de production : JBA Productions, Baya Films
- Pays d'origine :  France/ Algérie
- Langue : arabe dialectal
- Format : couleur
- Genre : drame
- Durée : 94 minutes
- Dates de sortie : 
  -  Royaume-Uni : 19 octobre 2013 (London Film Festival)
  -  France : 6 mai 2015

## Distribution
- Adila Bendimerad : Assia, la chanteuse
- Nassima Belmihoub : Selouma
- Ahcène Benzerari : Cheikh Lamine
- Aïssa Chouhat : Halim
- Mourad Khen : Hamoud
- Myriam Ait el Hadj : Layla
- Akhram Djeghim : Hakim
- Adlane Djemil : Karimo
- Amal Kateb : Aïcha
- Mohamed Djouhri : apparition